# Lucas etc.
Lucas etc. is een Belgische jeugdserie, in Nederland uitgezonden door de NTR.
De serie was in België voor het eerst te zien op 30 oktober 2017, maar in Nederland werd de eerste aflevering uitgezonden op 26 november 2019 via NPO Zapp.
De screening voor de Nederlandstalige vertaling was van 14-17 december 2017.

## Thema
De moeder van de twaalfjarige Lucas trekt in bij haar nieuwe vriend en daar moet Lucas het zien te redden met de drie kinderen (twee zussen en een broer). Van verrassende ontmoetingen tot onmogelijke familiesituaties zal Lucas op het randje leven om zijn eigen weg in dit nieuwe gezin te vinden. Alles lijkt zich te verzetten tegen Lucas, een enig kind, een brutale dromer en de familie Goossens wiens kinderen al lang voor de komst van Lucas regels hebben opgesteld.
De serie speelt zich af in Brussel.

## Rolverdeling
| Acteur               | Personage        | Rol                                                   | Afleveringen | Nederlandse stem   |
| -------------------- | ---------------- | ----------------------------------------------------- | ------------ | ------------------ |
| Hugo Gonzalez        | Lucas Pistone    | zoon (12)                                             | 33           | Koen Bos           |
| Elliot Goldberg      | Nathan Goossens  | broer                                                 | 31           | Tommie Thie        |
| Angelo Dello Spedale | Jeff Goossens    | stiefvader                                            | 21           | Ruud Drupsteen     |
| Alexandre von Sivers | Alphonse         | vader van Jeff                                        | 18           | Rob van de Meeberg |
| Nissim Renard        | Swing            | vriend                                                | 15           |                    |
| Chloé von Arx        | Bénédicte        | moeder van Lucas                                      | 10           | Ingeborg Wieten    |
| Salomé Dewaels       | Mélodie Goossens | oudere zus                                            | 9            | Tess van de Hoef   |
| Juliette Gillis      | Manon Goossens   | kleine zus                                            | 9            | Rosemarie Voogt    |
| Nicolas Ossowski     | Michaël Pistone  | vader van Lucas                                       | 7            |                    |
| Eugenia Ramírez      | Maria Lambot     |                                                       | 4            |                    |
| Timothée Coetsier    | Malik            | vriend                                                | 3            | Steef van Wijk     |
| Luca Cuarana         | Amaury           |                                                       | 2            |                    |
| Emilien Vekemans     | Kevin            |                                                       | 2            |                    |
| Gabriel Depasse      |                  | jongen 2                                              | 2            |                    |
| Léo Givron           |                  | jongen 1                                              | 2            |                    |
| Nicole Shirer        | Madame Bara      | lerares                                               | 2            |                    |
| Toni d'Antonio       |                  | de Italiaan                                           | 1            |                    |
| Colin Javaux         |                  | dealer                                                | 1            |                    |
| Félix Lambot         |                  | politieagent in opleiding                             | 1            |                    |
| Alexandre Torrini    |                  | maffioso 1                                            | 1            |                    |
| Gauthier Danniau     | Zizou            |                                                       | 1            |                    |
| Jan Debski           | Voisin Kramar    |                                                       | 1            |                    |
| Louise Henrion       | Sarah            | voorzitster van de leerlingenraad                     | 1            |                    |
| Elsa Houben          | Hilda            |                                                       | 1            |                    |
| Louise Jacob         |                  | verkoopster dierenwinkel                              | 1            |                    |
| François Saussus     |                  | wijkagent                                             | 1            |                    |
| Serge Siraux         | dhr. Kramer      | de buurman                                            | 1            |                    |
| Jérémy Torrini       |                  | maffioso 3                                            | 1            |                    |
| Samuel Torrini       |                  | maffioso 2                                            | 1            |                    |
| Laura Jane Henry     |                  |                                                       | 1            |                    |
| Marine Zovi          |                  | assistent van Lucas (afl. 8 van seizoen 2)            | 1            |                    |
| Pénélope Guimas      |                  | fan van Lucas (afl. 8 van seizoen 2)                  | 1            |                    |
| Jérôme Dernovoi      |                  | Amerikaanse producer (afl. 8 van seizoen 2)           | 1            |                    |
| Lionel Delhaye       |                  | casting-director (afl. 8 van seizoen 2)               | 1            |                    |
| Raphaël Baudet       |                  | assistent van casting-director (afl. 8 van seizoen 2) | 1            |                    |

## Afleveringen
Van de serie Lucas etc. zijn deze afleveringen gemaakt:

### Seizoen 1
1. Het begin
2. De kamerinrichting
3. Weer naar school
4. Het onderzoek
5. De auto
6. De leerlingenraad
7. De hamster
8. De bal
9. Het feest
10. Paddenstoelen plukken
11. Van huis weglopen
12. De toets
13. De supermark
14. De Agora
15. Het verrassingsfeestje
16. Op vakantie
17. Onderweg
18. De legende
19. Het medaillon
20. De schat
21. De ochtend
22. Het weekend bij papa
23. Woensdagmiddag
24. De repetitie
25. Het buurtfeest

### Seizoen 2
1. De barbecue
2. Malik gaat weg
3. Paintball
4. De tuin van Eden
5. Revolutie
6. Denkbeeldige ziekte
7. Ulysse, de rijke
8. De casting
9. De nachtclub
10. Het gevecht
11. De Amnesia
12. Wildkamperen
13. De twee verjaardagen
14. De tas
15. De top 10
16. Sparen Kerstmis
17. De geheime kamer
18. De race
19. Michael's schuld
20. Het goede nieuws
21. Het schoolkanon
22. Cyberpesterijen
23. De avond met vriendinnen
24. Interro vlucht
25. Depressie
26. Internaat
27. Eldorado